# Ученик чародея (фильм, 2010)
«Учени́к чароде́я» (англ. The Sorcerer's Apprentice) — фэнтезийный приключенческий фильм 2010 года, спродюсированный Джерри Брукхаймером, режиссёра Джона Тёртелтауба с Николасом Кейджем в главной роли. Дистрибьютором фильма является Walt Disney Pictures. Выход на экраны первоначально запланировался на 16 июля 2010 года, но был перенесён на 14 июля 2010 года, премьера в России состоялась 15 июля 2010 года.

## Сюжет
740 год н. э. Волшебство издревле существует в мире, и Мерлин всегда защищал человечество. Он передал свои знания трём ученикам — Бальтазару, Веронике и Хорвату. Однажды злая колдунья Моргана убивает Мерлина благодаря предательству Хорвата. Она получает доступ к заклинанию воскрешения мёртвых и желает, используя его, захватить мир, но Вероника соединяет душу Морганы со своей, чтобы удержать зло, а Бальтазар запечатывает их обеих в Гримхольд (Grimhold в переводе с англ. — «мрачная темница»), урну в виде матрёшки для хранения душ. Перед смертью Мерлин отдаёт Бальтазару своё Кольцо Дракона, которое должно помочь найти преемника Мерлина. Чёрные колдуны не раз пытались освободить Моргану, но Бальтазар побеждал их и заключал в матрёшки поверх Гримхольда. Однажды он поместил туда и Хорвата. Бальтазар столетиями искал преемника Мерлина, но безуспешно.
В 2000 году в Нью-Йорке маленький Дэйв Статлер оказывается в антикварном магазине. Его привела туда погоня за унесённым ветром обрывком бумаги, на котором Бекки — девочка, в которую он влюблён — написала ответ на вопрос: хочет ли она быть другом или девушкой Дэйва. В магазине Дэйв встречает Бальтазара, который кладёт ему на руку металлического дракончика. Дракон оживает, превращаясь в кольцо на пальце мальчика, что означает, что Дэйв и есть избранный преемник Мерлина. Но мальчик берёт в руки Гримхольд и нечаянно открывает его верхнюю оболочку, освобождая Хорвата. После ожесточённой схватки между колдунами их обоих случайно засасывает в древнюю амфору, в которой их души пробудут десять лет. Испуганный Дэйв роняет банку с жидкостью и из-за мокрого пятна на штанах становится посмешищем для всего класса. В самой лавке не остаётся никакого огня или следов разрушений.
Десять лет спустя подросший Дэйв занимается физикой. Он использует «соленоид Теслы» для опытов. Дэйв пытается добиться внимания уже выросшей Бекки, с которой неожиданно встречается в колледже, хотя не виделся с ней все эти годы. Бекки работает на радиостанции, в антенну попадает молния, и Дэйв чинит её. Тем временем амфора открывается, Хорват выбирается первым, пытается уничтожить урну, но Бальтазар тоже успевает вылезти из неё. Хорват находит Дэйва и требует, чтобы тот вспомнил, где оставил Гримхольд. Появляется Бальтазар и спасает юношу, улетая с ним на оживлённом серебристом орле с крыши Крайслер-билдинг. Там, на обзорной площадке этого здания, он убеждает Дэйва помочь ему хотя бы найти Гримхольд, ведь Дэйв не желает учиться магии и хочет жить нормальной жизнью. И Хорвату, и Бальтазару становится известно, что Гримхольд находится в китайском квартале. Пока Дэйв и Бальтазар едут туда, волшебник объясняет, что магия близка к физике — например, рождение огня можно спровоцировать резким локальным увеличением скорости движения молекул.
В китайском квартале Бальтазар сталкивается с Хорватом, который уже освободил следующего приспешника Морганы — Сун Лока. Восточный маг превращает танцующего дракона на местном фестивале в настоящего, и преследует при его помощи Дэйва. Бальтазар тем временем связывает Хорвата, забирает Гримхольд и бежит на помощь Дэйву. Юноше удаётся впервые вызвать огонь, это отвлекает Сун Лока, и Бальтазар его добивает. С его гибелью дракон исчезает. После произошедшего Дэйв решает начать изучать магию и становится учеником Бальтазара. Начинается длинный нелёгкий процесс обучения. Однако Дэйв не готов отказываться от обычной жизни и перемежает тренировки встречами с Бекки, которой уже становится интересен. Свой прибор на основе соленоида Теслы он настроил так, чтобы он своими разрядами создавал музыку.
Хорват тем временем находит наследника Морганы — Дрейка Стоуна, известного иллюзиониста. Дрейк встаёт на сторону Хорвата. Вместе они нападают на Дэйва в туалете в спортивном комплексе, но Бальтазар опять вовремя успевает спасти своего ученика. После одной из тренировок у Дэйва остаётся всего десять минут, чтобы убрать своё жилище до прихода Бекки. Он оживляет мётлы и швабры, и они начинают сами убирать комнату. Однако Дэйв не может контролировать начавшуюся уборку, начинается потоп, он отказывается впускать Бекки, и в результате сам чуть не погибает. Бальтазар развеивает колдовство и вновь спасает его. Дэйв разочаровывается в себе и решает прекратить занятия. Стоя на крыше Крайслер-билдинг, он собирается выбросить Кольцо Дракона, но появляется Бекки. Она убеждает его, что одно испорченное свидание не заставит её ненавидеть его. Несмотря на страх высоты, она подходит к краю и наслаждается с Дэйвом вечером.
Хорват и Дрейк нападают на Бальтазара. Хорват признаёт, что вражда между ними началась из-за того, что Вероника предпочла Бальтазара ему, Хорвату. В решающий момент появляется Дэйв, и теперь уже он спасает Бальтазара. После встречи с Бекки он решает продолжить заниматься магией. Однако Дрейк с Хорватом убегают. После эффектной гонки, во время которой Хорват и Бальтазар трансформируют свои автомобили, злодеи всё-таки скрываются вместе с Гримхольдом. Хорват забирает энергию у Дрейка, открывает куклу, выпуская очередную ведьму — Эбигейл Уильямс. Та похищает Бекки, после этого Хорват забирает силу и у Эбигейл. Дэйв и Бальтазар отправляются к Хорвату, чтобы вернуть Гримхольд. Дэйв находит Гримхольд, но Бальтазар попадает в зыбучий ковёр, а Хорват, угрожая убить Бекки, забирает у Дэйва Гримхольд и Кольцо Дракона. Хорват объединяет три кольца (Дрейка, Эбигейл и Мерлина) на своём посохе.
Бальтазар уговаривает Дэйва не участвовать в дальнейшей борьбе с Морганой — ведь без кольца у Дэйва нет силы. Дэйв находит ожерелье, которое Бальтазар собирался подарить Веронике ещё до того, как она соединила свою душу с Морганой. Он также получает записку, в которой Бальтазар просит Дэйва передать ожерелье Веронике. Значит, Бальтазар знал, что идёт на верную смерть. Дэйв собирает свой электрический прибор и едет на помощь своему учителю. Хорват освобождает Веронику, но Моргана овладела ею, и она начинает читать заклинание, которое оживляет мёртвых по всему миру. Бальтазар проникает на место проведения ритуала и пытается остановить Моргану, но ему мешает Хорват. В это время Дэйв подъезжает к этому месту на машине Бальтазара. Дэйв побеждает Хорвата, ударив его током из соленоида Теслы, который он приделал к машине Бальтазара. Моргана создаёт огненную пентаграмму над городом, лучи которой проходят через спутниковые тарелки на некоторых домах. Бекки удаётся сдвинуть одну из тарелок и тем самым остановить Моргану. Бальтазар перемещает Моргану из тела Вероники в своё, но она освобождается и атакует Бальтазара. Одолев его, Моргана вступает в схватку с Дэйвом, и Дэйву, впервые попытавшемуся использовать магию без кольца Мерлина, с трудом удаётся победить её.
Дэйв, вызвав себе вместо такси и «Конкорда» орла с Крайслер-билдинг, приглашает Бекки слетать ненадолго в Париж. Бальтазар и Вероника остаются вместе в Нью-Йорке. После титров есть сцена, в которой некто поднимает шляпу Хорвата.

## В ролях
| Актёр              | Роль                                                          |
| ------------------ | ------------------------------------------------------------- |
| Николас Кейдж      | Бальтазар Блейк ученик Мерлина, волшебник                     |
| Джей Барушель      | Дэйв Статлер студент-физик, наследник Мерлина                 |
| Альфред Молина     | Максим Хорват ученик Мерлина, злой колдун                     |
| Тереза Палмер      | Бекки Барнс возлюбленная Дэйва                                |
| Тоби Кеббелл       | Дрейк Стоун иллюзионист, потомок Морганы                      |
| Омар Бенсон Миллер | Беннет сосед Дэйва по комнате                                 |
| Моника Белуччи     | Вероника ученица Мерлина, волшебница, возлюбленная Бальтазара |
| Элис Криге         | Моргана злая колдунья                                         |
| Джейк Черри        | Дэйв в детстве                                                |
| Пейтон Рой Лист    | Бекки в детстве                                               |
| Джеймс А. Стефенс  | Мерлин                                                        |
| Грегори Ву         | Сун Лок китайский волшебник, помощник Хорвата                 |
| Роберт Капрон      | Оливер Твистмейер друг Дэйва в детстве                        |
| Итан Пек           | Андре Данлап                                                  |
| Джейсон Р. Мур     | грабитель в метро                                             |

## Отзывы
«Ученик чародея» получил неоднозначные отзывы критиков. На Rotten Tomatoes фильм имеет рейтинг одобрения 40% на основе 174 рецензий со средней оценкой 5,3/10. Консенсус критиков сайта гласит: «В нём есть симпатичный актёрский состав и множество эффектов компьютерной графики, но для всех зрителей, кроме самых нетребовательных, «Ученик чародея» не будет захватывающим».
Роджер Эберт из Chicago Sun-Times присвоил фильму две с половиной звезды из четырех, назвав его «совершенно типичным примером своего рода, профессионально сделанным и грамотно сыгранным».

## Саундтрек
- «A Pain That I'm Used To» (Depeche Mode) — звучит в трейлерах к фильму. Также, в фильме имеется пасхальное яйцо на исполнителя.
- «The Middle» (Jimmy Eat World) — звучит в начале фильма, когда маленький Дэйв едет в автобусе.
- «Secrets» (OneRepublic) — играет, когда Дэйв слушает радио, на котором работает Бекки, а затем в сцене, где Дэйв показывает Бекки свой «соленоид Теслы».
- Саундтрек к фильму написал Тревор Рэбин:

| №   | Название                             | Длительность |
| --- | ------------------------------------ | ------------ |
| 1.  | «Sorcerer’s Apprentice»              | 3:14         |
| 2.  | «Story of the Prime Merlinian»       | 4:02         |
| 3.  | «Note Chase»                         | 0:39         |
| 4.  | «Dave Revives Balthazar»             | 2:41         |
| 5.  | «Classroom»                          | 1:25         |
| 6.  | «The Urn»                            | 1:39         |
| 7.  | «The Grimhold»                       | 1:39         |
| 8.  | «Morgana Fight»                      | 2:59         |
| 9.  | «The Ring»                           | 1:43         |
| 10. | «Walk in the rain»                   | 0:43         |
| 11. | «Merlin Circle»                      | 2:01         |
| 12. | «Dave Has Doubts»                    | 0:53         |
| 13. | «Becky and Dave on Rooftop»          | 1:24         |
| 14. | «Car Chase»                          | 3:54         |
| 15. | «Seeing Veronica»                    | 0:55         |
| 16. | «Story of Veronica»                  | 1:44         |
| 17. | «Horvath Made Off With the Grimhold» | 1:13         |
| 18. | «Kiss from Becky»                    | 0:33         |
| 19. | «Bull fight»                         | 2:10         |
| 20. | «Balthazar Saves Veronica»           | 1:13         |
| 21. | «Sorcerer’s Apprentice Suite»        | 2:28         |
| 22. | «Fantasia Original Demo»             | 4:22         |